# Waternavelroest
De waternavelroest (Puccinia hydrocotyles) is een autoecische roest die behoort tot de familie Pucciniaceae. De schimmel is een biotrofe parasiet en infecteert waternavel. De waternavelroest komt voor in Europa, Noord-Amerika, Zuid-Amerika, Nieuw-Zeeland, Tanzania en Oeganda. In Nederland is de schimmel uiterst zeldzaam.
Bij infectie ontstaan op beide zijden van het blad bekervormige, zwavelgele aecia en lichtbruine uredinia. De lichtgele, puntige aeciosporen zijn 19-26 μm groot. De iets bolvormige of ellipsoïde, 24-84 × 20-27 μm grote urediniosporen hebben twee equatoriale kiemporen en een gestekelde wand. De kastanjebruine telia bevinden zich meestal op de bovenkant van het blad. De bruine, tweecellige, gladde, ellipsoïde tot langwerpige, aan beide uiteinden afgeronde, 30-44 × 18(-28) grote teliosporen hebben een korte, kleurloze steel, die bij rijpheid afbreekt.

## Foto's

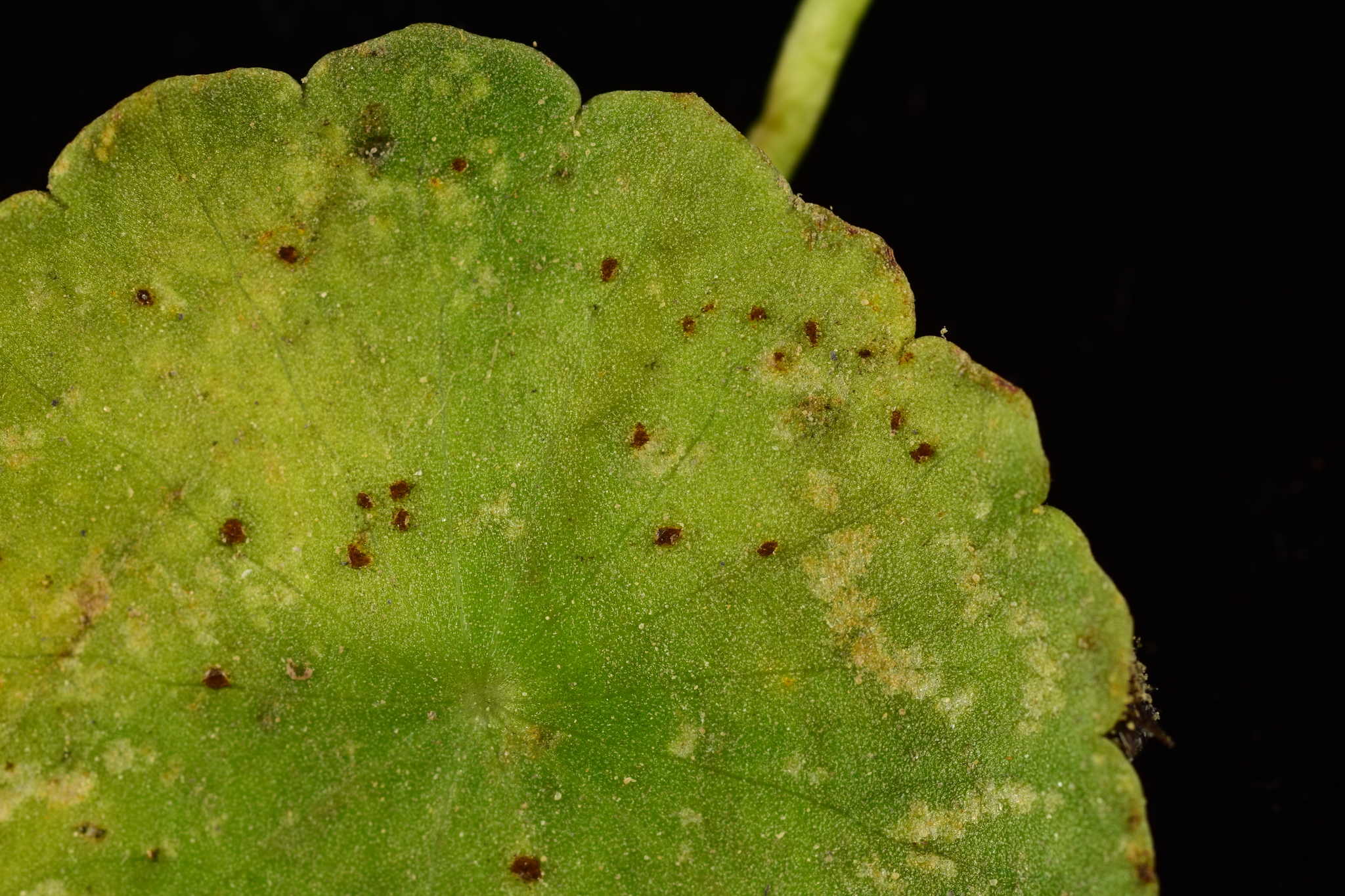
Aangetast blad
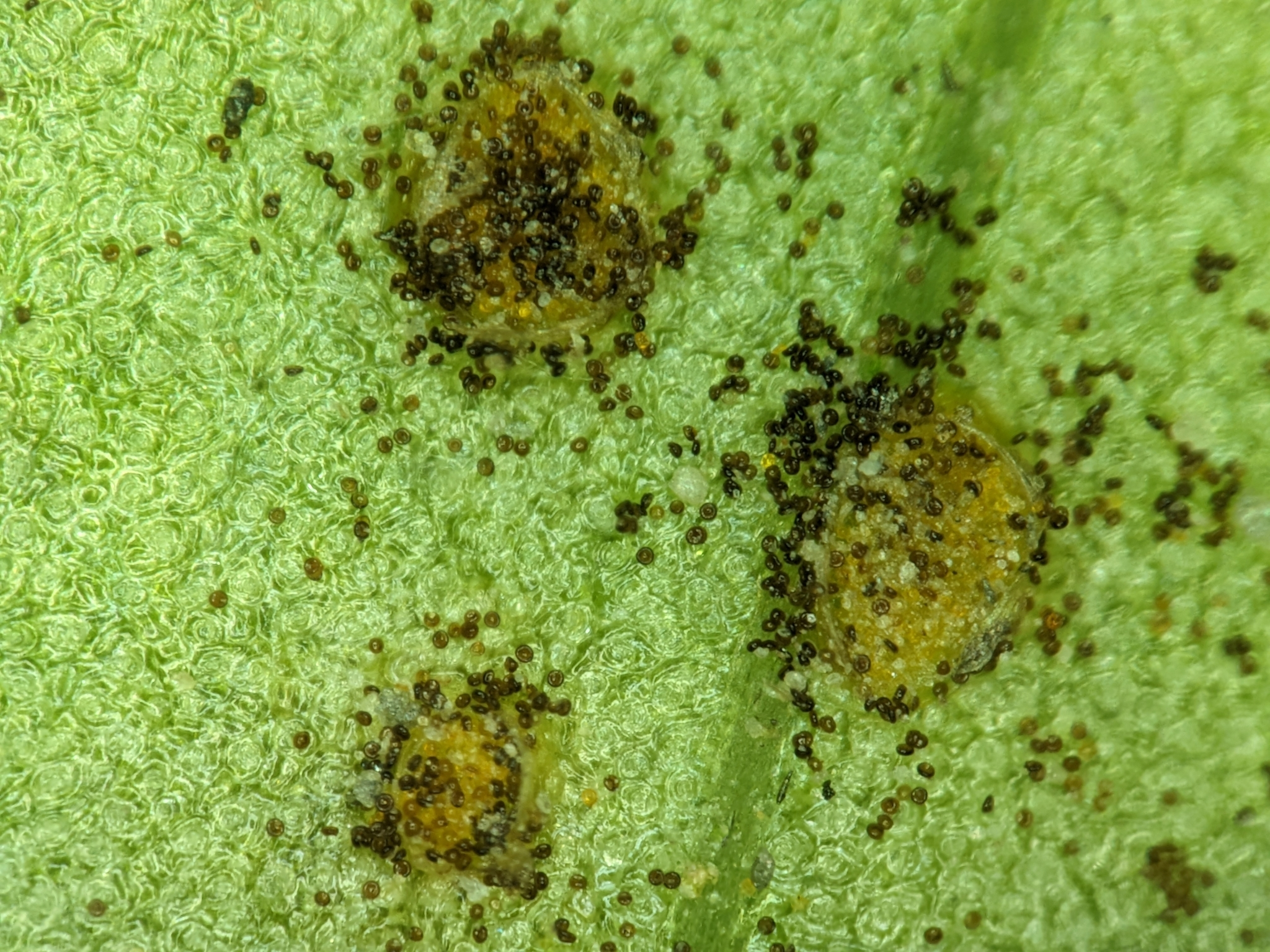
Uredinia
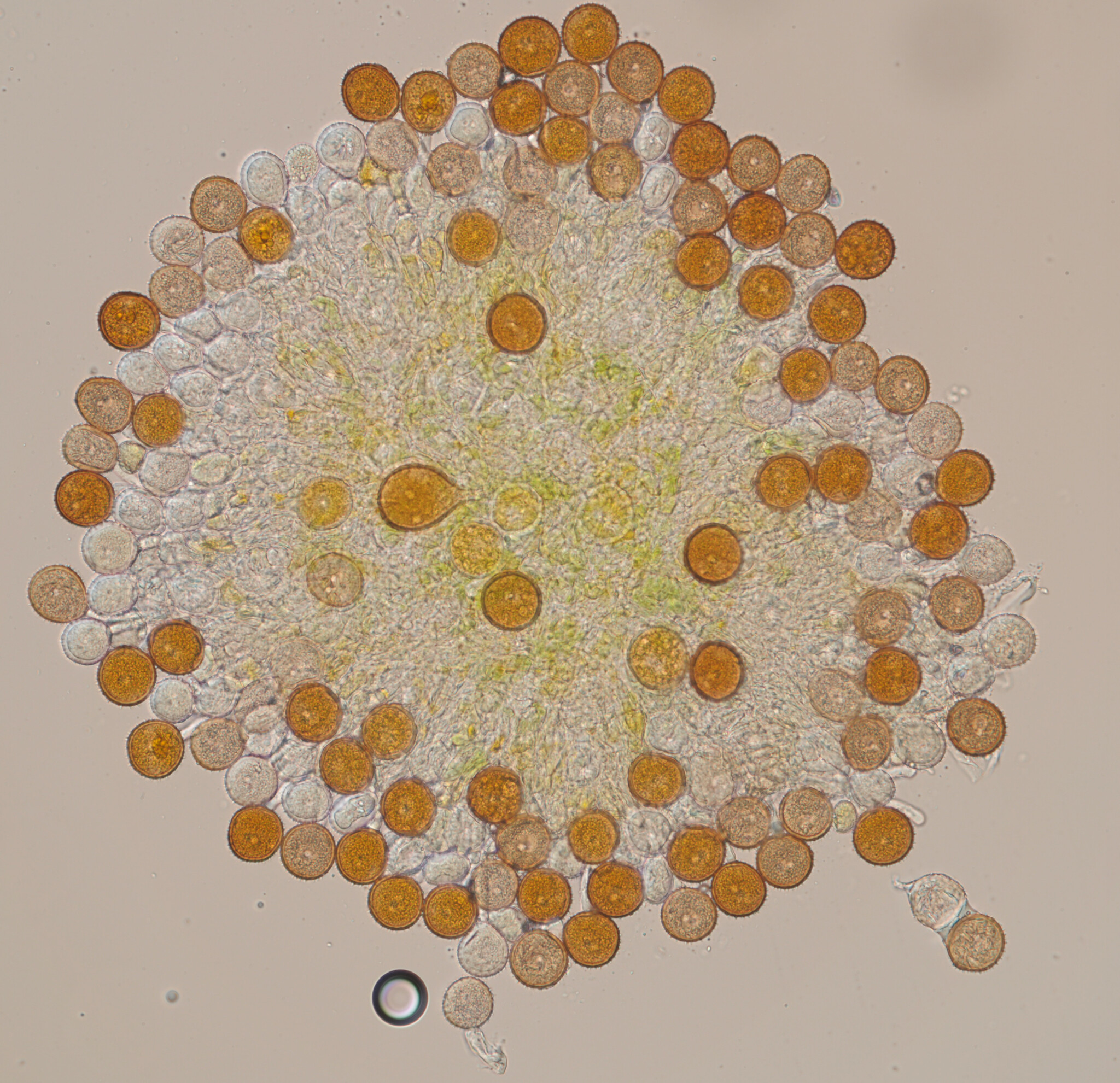
Urediniosporen
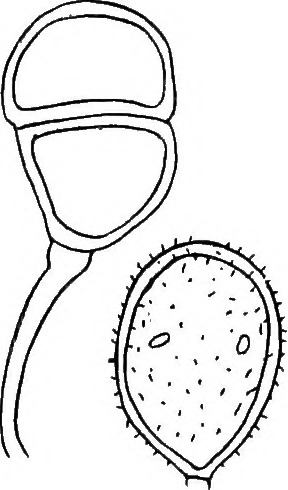
Teliospore en urediniospore